# Metabo
Metabo AG je nemški proizvajalec orodja. Podjetje je ustanovil Albrecht Schnizler leta 1924 kot Schnizler GmbH, leta 1932 so se preimenovali v Metabowerke Closs, Rauch & Schnizler KG. 
Ime "Metabo" je po ročnem vrtalniku - „Metallbohrdreher“.

## Galerija
- Metabo ročni vrtalnik
- Metabo akumulatorski izvijač BS 18 LTX BL Quick
- Brusilniki